# Gobō, Wakayama
Gobō (japanska: 御坊市?, Gobō-shi) är en stad i Wakayama i Japan. Staden fick stadsrättigheter 1954.